# Pastisseria Reñé
La Pastisseria Reñé, també coneguda com a Fàbrica de Confiteria i Bomboneria Reñé, és un establiment situat al carrer del Consell de Cent, 362-364, de la Dreta de l'Eixample de Barcelona. Actualment, és considerat un establiment d'interès (categoria E2 del Catàleg de Patrimoni).

## Història
Va ser fundat el 1892, moment en què la família Reñé va fundar una fàbrica de confiteria i bombons. Posteriorment, el 1910, aquest comerç es va convertir en una pastisseria.

## Descripció
Està situat al local dret del carrer Consell de Cent, 364 i l'esquerre del 362, i disposa de dues obertures, una en cada edifici. La decoració va ser realitzada el 1910 per l'ebenisteria d'Enric Llardent Comas.
A la façana s'hi troben amplis aparadors, conservant part de la decoració de fusta original, i que està protegida per un ampli tendal, solució típica dels establiments comercials del districte. Sobre el parament, el nou frontis que unifica l'alçat de l'establiment en les dues finques, amb un sòcol de marbre vermell, molt vetejat, amb límit superior corbat; un aplacat de fusta, decorat amb rebaixos i motllures sobreposades, amb emmarcaments ovalats que contenen plafons de vidre pintat per darrera. En els dos laterals amb el text en lletres daurades «ESPECIALIDAD GRAJEAS PELADILLES Y MARRONS GLACÉS i FABRICACION ESMERADA DE BOMBONES Y CHOCOLATES SUIZOS» en el central; calaix sobre les obertures i l'agulla central, amb estructura de fusta i plafó frontal de vidre pintat pel darrere, amb el text, en lletres daurades, «364 Fca DE CONFITERIA Y BOMBONERIA 362»; el suport i les barres del tendal. Dins de les obertures, el llindar de marbre blanc, el sòcol de marbre rosat i, a l'obertura dreta, el tancament amb porta reculada i aparadors laterals amb vidre corbat a l'exterior i gravat a l'àcid a l'interior.
A l'interior, la zona de venda al públic manté les seves característiques originals, amb grans vitrines emmarcades amb fusta treballada i amb un sostre amb ornaments de guix. En el primer àmbit, de major alçada: el cel ras i el fris de guix amb relleus que havien estat policromats; el paviment realitzat amb el sobre de les antigues taules de marbre, l'aparador de la paret esquerra, amb miralls i lleixes (que fins a la darrera reforma eren de vidre) amb muntures metàl·liques, i els fragments d'arrambador de fusta amb baixos relleus. En la separació amb el segon àmbit, l'aplacat de fusta que integra elements de 1910 amb d'altres de l'estintolament per incorporar la rebotiga (mènsules que recolzen un frontal amb miralls bisellats en disposició radial amb el mot PASTELERIA gravat a l'àcid).